# Phalanger
Phalanger es un género de marsupiales diprotodontos de la familia Phalangeridae conocidos vulgarmente como cuscuses. Se distribuyen por la Wallacea y Australasia.

## Especies
- Phalanger alexandrae Flannery & Boeadi, 1995
- Phalanger carmelitae (Thomas, 1898)
- Phalanger gymnotis (Peters & Doria, 1875)
- Phalanger intercastellanus (Thomas, 1895)
- Phalanger lullulae (Thomas, 1896)
- Phalanger matabiru Flannery & Boeadi, 1995
- Phalanger matanim (Flannery, 1987)
- Phalanger mimicus Thomas, 1922
- Phalanger orientalis (Pallas, 1766)
- Phalanger ornatus (Gray, 1860)
- Phalanger rothsschildi (Thomas, 1898)
- Phalanger sericeus (Thomas, 1907)
- Phalanger vestitus (Milne-Edwards, 1877)